# 2016年高雄美濃地震
2016年高雄美濃地震發生於當地時間2016年2月6日上午3點57分，震央位於高雄市美濃區（屏東縣政府北偏東方27.1公里處），芮氏規模6.6，最大震度為臺南市新化7級。與同樣發生於臺灣南部的1964年臺南白河地震和2010年高雄甲仙地震的規模類似。學者馬國鳳、吳逸民指出，此次地震可能為「雙主震」，在美濃主震後，觸發在臺南的第二主震。這解釋了美濃一帶災害不大，而臺南市震災相對嚴重，但中央氣象局以間隔僅4秒為由，認定是同一地震。此起地震是臺灣在921大地震後傷亡最嚴重的震災，並造成臺灣有史以來單一建築物倒塌之罹難人數最多的災害。

## 概述

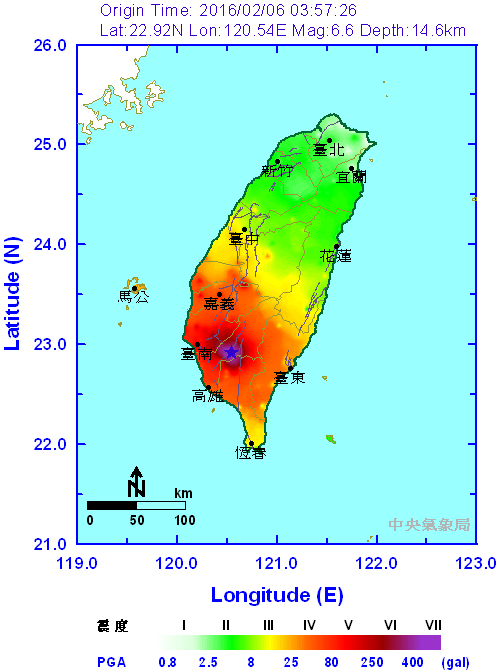
2016年2月6日等震度分佈圖

### 成因

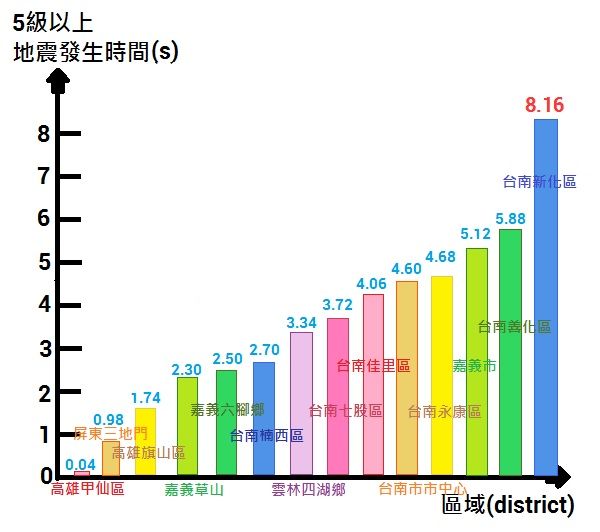
2016年2月6日震度5級以上地震发生時間

交通部中央氣象局局長辛在勤表示，台灣西南部原本就是複雜的破碎地層，有密集的斷層帶，包括左鎮斷層、新化斷層、甲仙斷層和旗山斷層，而地震發生的斷層為美濃地底下未被中央地質調查所標記的「盲斷層」。根據國家災害防救科技中心主任陳宏宇的看法，是因為旗山斷層緣故所引起的地震。郭鎧紋表示，根據氣象局研判，由於此次地震的斷層在運動方向呈現平移帶點小幅度的逆衝的情況，震波力量是由東往西北方向錯動。震央雖是位於高雄美濃，但受到地質差異的影響，遠在草嶺也測得最大震度6級，由此可解釋出臺南受創的原因可能與場址效應有關。臺南多個地區位處平原、土層軟弱，所以此次地震搖晃時間較久也較為劇烈，並造成了9次以上的有感餘震。另外，臺灣地震科學中心主任馬國鳳與英國倫敦城市大學教授宋德濡由數據分析推估該次地震為雙主震：第一主震為在美濃，芮氏規模6.2级；第二主震為在台南，芮氏規模6.1级。兩次主震相隔僅4秒，第二主震是被第一主震觸發。兩個主震的能量合併即為測得的該次地震近震震级6.4级的规模。這解釋了台南災情最為慘重的原因，且餘震多發生在台南附近。但在中央氣象局的認知，仍然還是認定為單一的主震而不是雙主震。因為間隔僅有4秒，氣象局才視為單一起地震。

### 震度
| 最大震度 | 縣市地區                               |
| -------- | -------------------------------------- |
| 7級      | 台南市                                 |
| 6級      | 雲林縣                                 |
| 5級      | 高雄市、屏東縣、嘉義縣、嘉義市         |
| 4級      | 台東縣、澎湖縣、彰化縣、南投縣、台中市 |
| 3級      | 花蓮縣、苗栗縣、宜蘭縣                 |
| 2級      | 新竹縣、新竹市、桃園市、新北市、台北市 |
| 1級      | 基隆市                                 |

根據中央氣象局資料，震度最大地區為台南市新化區的7級，其次是雲林縣古坑鄉草嶺的6級，嘉義縣、嘉義市、屏東縣部分地區震度也達到5級。依據台大地質系教授吳逸民的研究，台南的地震震度被低估，臺南市歸仁區與關廟區一帶應有6級至7級，維冠大樓所在的永康區則是5級到6級，強度逼近921地震；而在福建泉州、漳州、廈門、莆田、福州、廣東梅州、潮州，浙江杭州也能感受到地震，中国地震局测定此次震級为面波震级6.7級。香港天文台收到超過100名香港市民報告，指在當地感受到震動。

### 地震預警
中央氣象局在地震發生後約12.6秒發布強震即時警報（地震預警）；地震發生後7分12秒，中央氣象局發布正式地震報告。此次地震中央氣象局的強震即時警報總計傳送至1096部電腦共花費0.127秒，震央位置誤差為5.66公里，地震規模誤差為0.3级，距離震央50公里內的屏東、高雄、臺南地區幾乎沒有預警時間，嘉義以北的地區有5秒以上的預警時間，中華民國各縣市政府（不含金門縣政府、連江縣政府）所在地有0到52.3秒的預警時間，預估震度為1到5級。Palert地震預警系統在地震發生後約5秒，可估計近似中央氣象局發布的地震位置，震央相差6.1公里、震源深度相差2.4公里；地震發生後6.5秒，可估計地震規模。國家地震工程研究中心的校園地震預警系統於所設站點可提供3.8到32.8秒的預警時間，距離震央70公里內的站點可提供3.8到10.4秒的預警時間。對此，擁有中央氣象局認可地震預警服務經驗的三聯科技在事後贈送「複合型地震預警系統」給台南市20所國小，以防地震。

### 餘震
截至2016年2月11日，餘震共發生81次，其中有感餘震17次，最大規模為4.9级。

## 災情

### 建築物損毀與傷亡情形

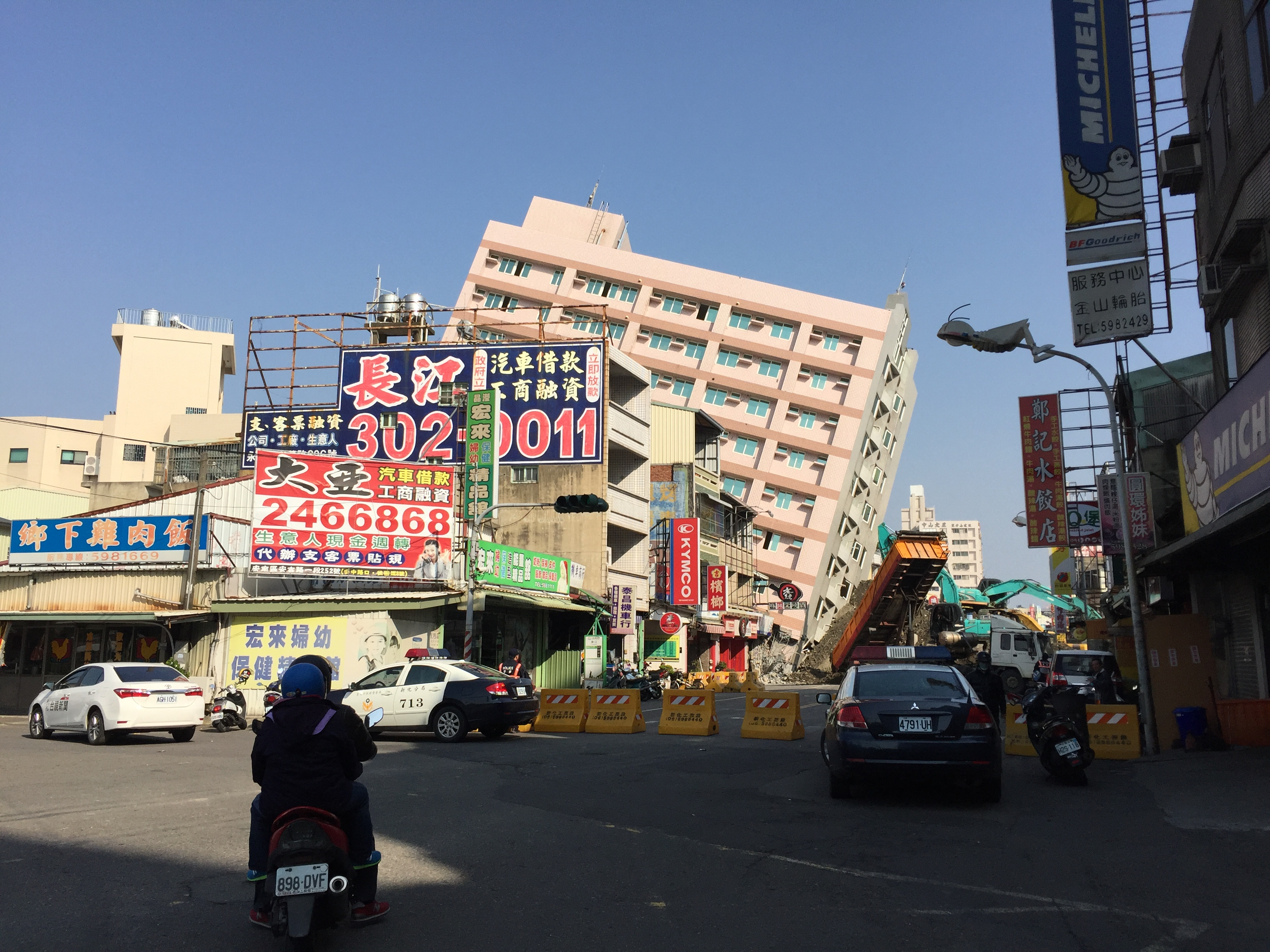
拆除中的京城銀行新化分行

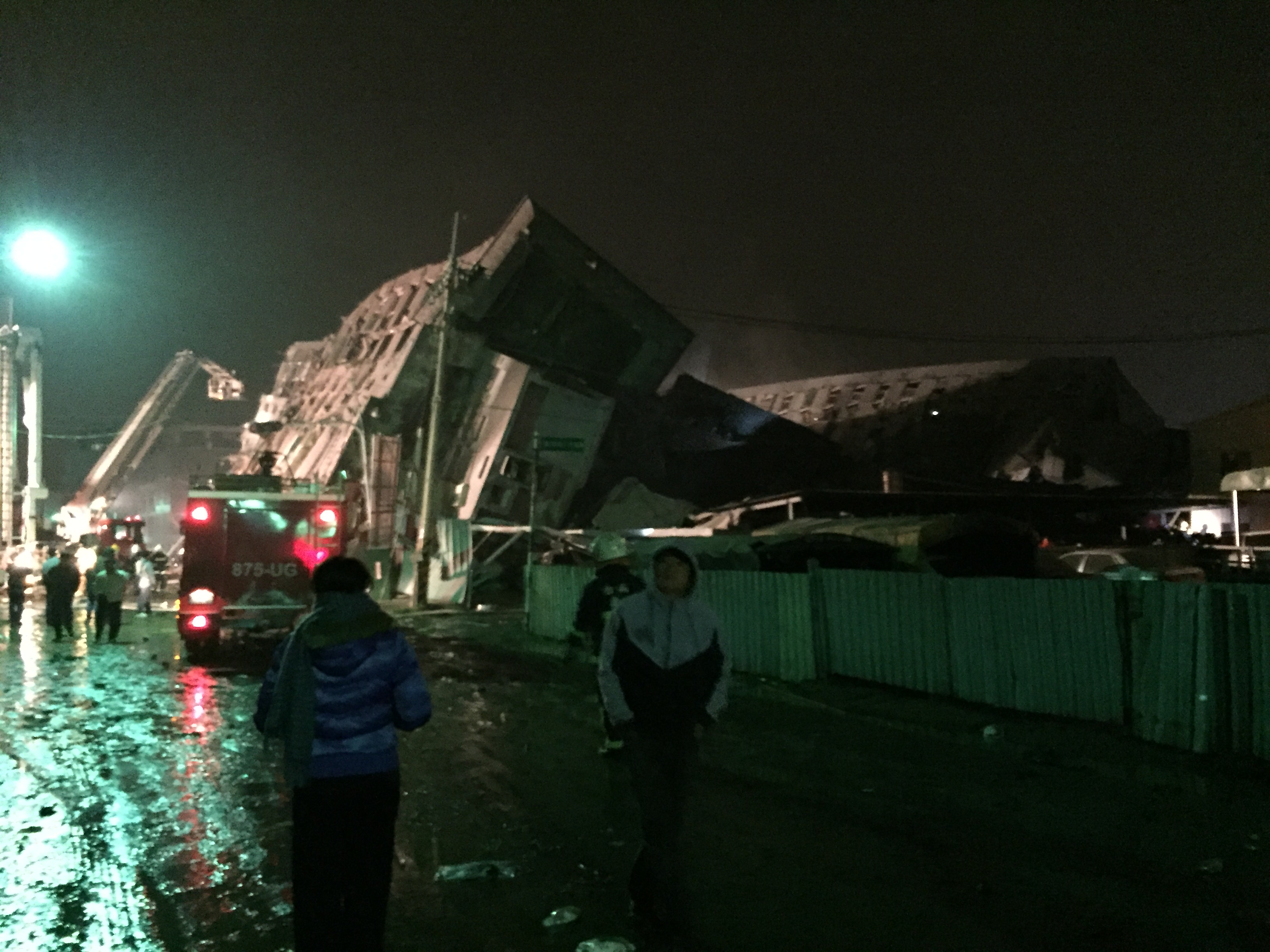
倒塌的維冠金龍大樓（災後2小時）

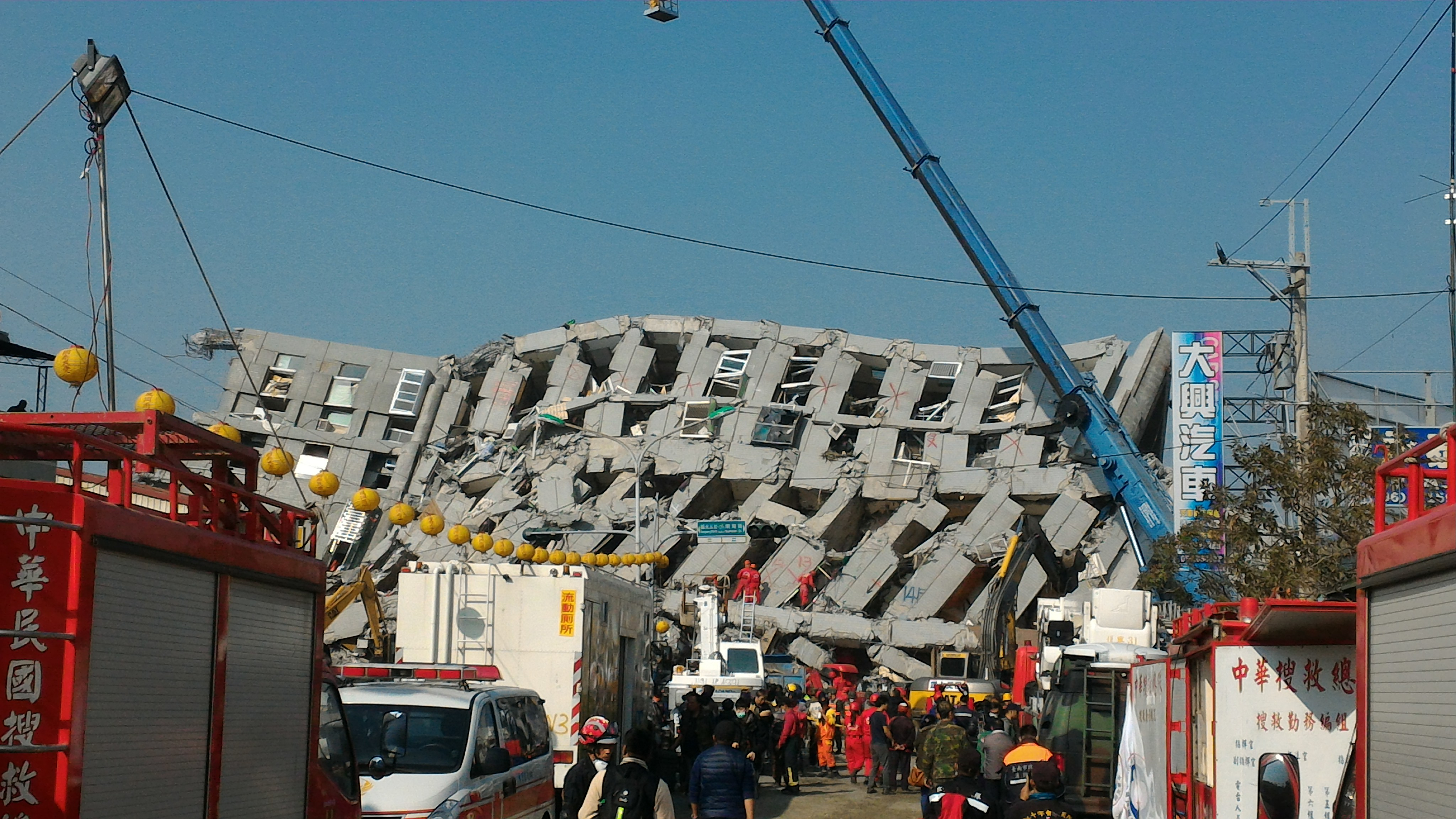
倒塌的維冠金龍大樓（災後35小時）

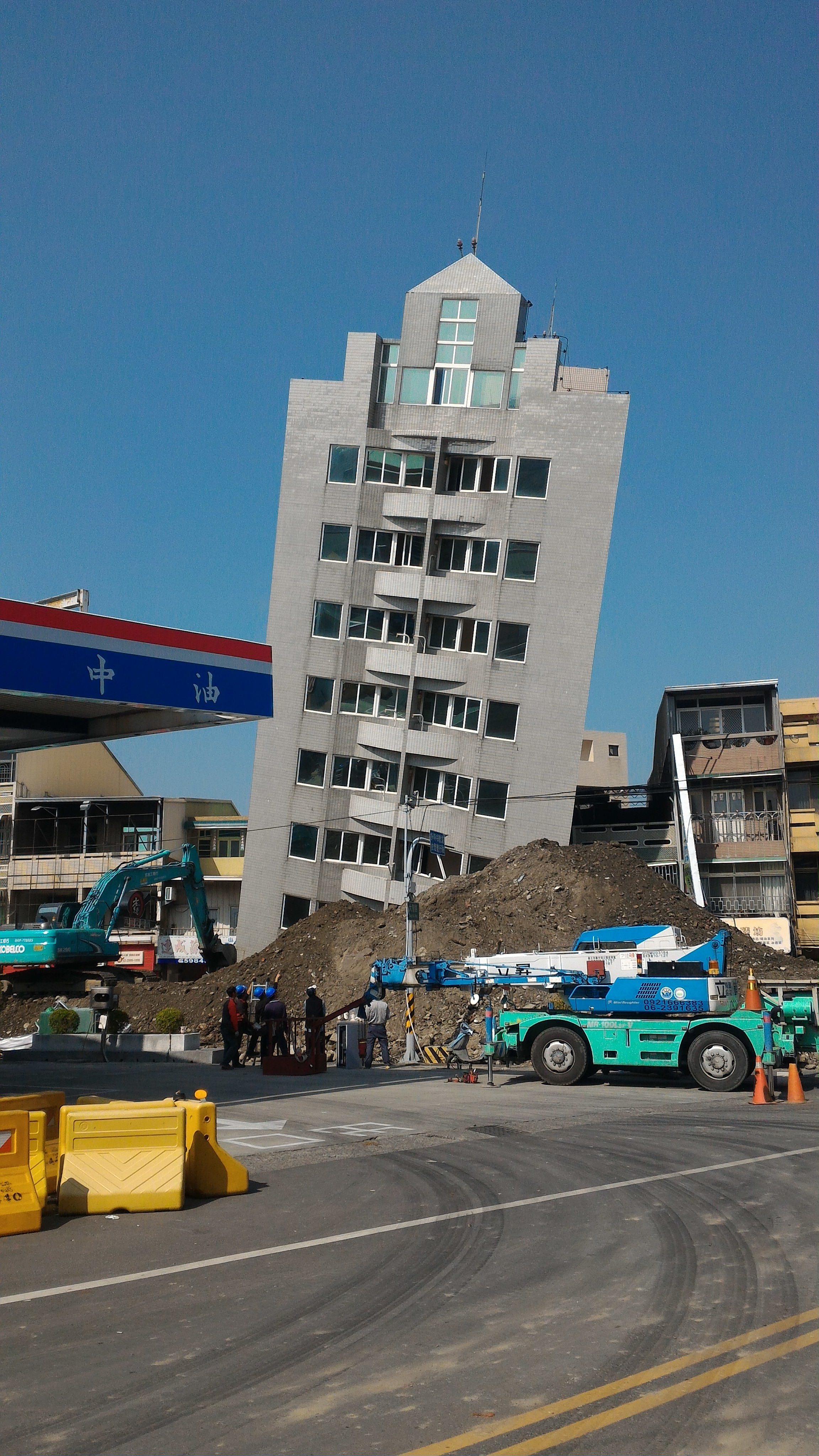
傾倒的京城銀行新化分行，一旁正在堆砌緩衝用的土方

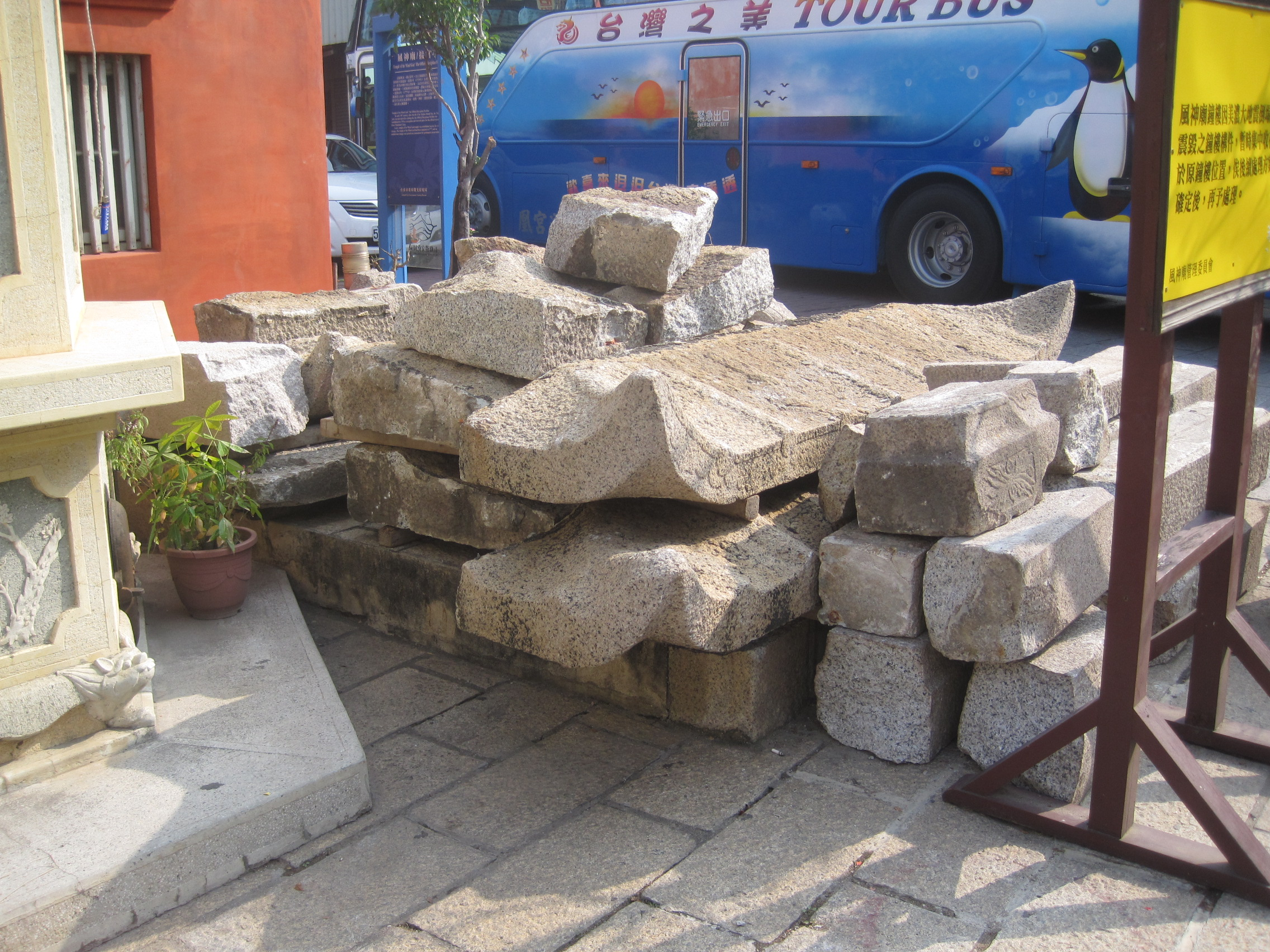
倒塌的風神廟鐘樓

因應地震對永大路災區下方管線之影響，且因故無法立即搶修而沿著臺南崑大路鋪設的明管，而為了學生通行問題在崑山科技大學校門前架設有兩座便橋。

| 縣市   | 區域   | 損傷情形                                             | 死亡人數 | 來源                                             |
| ------ | ------ | ---------------------------------------------------- | -------- | ------------------------------------------------ |
| 台南市 | 永康區 | 維冠金龍大樓、1棟3樓房屋倒塌等                       | 115人    | [ 38 ] [ 39 ] [ 40 ] [ 41 ] [ 42 ] [ 43 ] [ 44 ] |
| 台南市 | 歸仁區 | 旺林飯店大樓傾斜、幸福大樓等                         | 2人      | [ 45 ] [ 46 ]                                    |
| 台南市 | 新化區 | 京城銀行大樓傾斜且鋼筋毀損、2棟房屋損壞等            | ─        | [ 47 ] [ 48 ] [ 49 ] [ 50 ]                      |
| 台南市 | 仁德區 | 1棟4層樓房屋傾斜、14棟透天厝損壞等                   | ─        | [ 51 ] [ 52 ]                                    |
| 台南市 | 關廟區 | 西台慈惠堂、天公爐和1棟房屋倒塌等                    | ─        | [ 53 ]                                           |
| 台南市 | 山上區 | 公有零售市場一樓店面傾斜且鋼樑斷裂等                 | ─        | [ 54 ] [ 55 ]                                    |
| 台南市 | 玉井區 | 近60棟房屋倒塌和玉井國中校舍部分損毀等               | ─        | [ 56 ] [ 57 ]                                    |
| 台南市 | 東區   | 長東街103巷大智市場一樓部份倒塌等                    | ─        | [ 58 ]                                           |
| 台南市 | 中西區 | 民權路三段市定古蹟風神廟鐘樓、孔廟明倫堂毀損等       | ─        | [ 59 ] [ 60 ] [ 61 ]                             |
| 台南市 | 安南區 | 溪頂里320戶土壤液化等                                | ─        | [ 62 ]                                           |
| 台南市 | 大內區 | 南瀛天文教育園區多處毀損等                           | ─        | [ 63 ]                                           |
| 高雄市 | 旗山區 | 市定古蹟旗山天后宮的寺廟牌樓裝飾被震碎、掉落等       | ─        | [ 64 ]                                           |
| 高雄市 | 內門區 | 三平里的洪家古厝{\displaystyle {\frac {1}{4}}}傾倒等 | ─        | [ 65 ]                                           |
| 雲林縣 | 虎尾鎮 | 建國一村2人被掉落物砸傷                              | ─        | [ 66 ]                                           |

### 交通影響

#### 鐵路
臺灣高速鐵路受到地震嚴重影響，經軌道巡檢後發現，臺南市歸仁區路段電車線系統線形與結構受損，多處絕緣礙子破裂、懸臂斷裂。地震發生當天即全日取消高鐵臺中站－高鐵左營站區間的所有列車，經過一天的搶修後，於2月7日上午10點宣布恢復全線運作，惟嘉義段北側電車線出現嚴重受損，到中午前都只能運行臺北到臺中的區間。11點30分起加開臺中至雲林區間列車，下午4時起加開從臺中站至嘉義站的南下列車，以每小時2班各站停靠的全車自由座列車模式營運。高鐵臺北站到臺中站區間取消4班次列車，包括南下3班、北上1班。臺灣鐵路局表示，因應臺灣高鐵取消部分列車後的需求，潮州站、彰化站、七堵站已有預備列車編組及乘務員待命。臺鐵從清晨6時起，北上對號列車也增停新左營站。並於18點恢復全線通車。此外在中國大陸福建省境内的杭深铁路厦门至福州段震感明显列车晚点，當天下午2點時南昌铁路局表示除了3趟列車晚點外其餘列車均恢復正常。

#### 公路
台3線高雄旗山路段約396.7k處，路面隆起20公分；以及內門路段東勢埔橋橋面下陷10公分，路面龜裂，緊急封閉，以區道高127線作為替代道路。台20線新化路段約12.15k處，自來水管爆裂，西向快車道路面裂開約十公尺長。台86線因地震造成24號橋東行線支承錯移，故封閉大潭－歸仁間東行車道，已於2016年5月20日完成修復。

### 民生设施

#### 自來水
強震造成台灣自來水公司部分管線設備受損，包含位於永大路維冠金龍大樓倒塌位置正下方的管線。自來水公司於當天上午宣布曾文溪以南各行政區暫停供水，並提供受災戶臨時取水的地方，影響約40萬戶，在2月21日已經恢復供水情況；而在雲林縣北港鎮和嘉義縣東石鄉，也因地震導致多處自來水管爆裂，其災情皆已於當日稍後陸續修復完畢及恢復供水。

#### 電力
強震造成區域性停電，主要分布在台南與高雄，有42個市區受到影響，但主要供電線路未受影響。
根據台灣電力公司紀錄，地震造成多處輸配線路跳脫或是斷線、部分避雷器及變壓器等設備受損，甚至造成興達2號機組跳脫、臺中8號機組破管，分別影響供電500MW與550MW，共影響17萬3163用戶，而其中的16萬戶停電是因為輸電線路跳脫，經過巡查後馬上復電，其餘用戶因輸電設施損壞，經台電遲令應變小組後，陸續恢復供電，截至2月14日，尚有370戶仍停電。

#### 通訊
根據NCC的資料，五家電信業者中華電信、台灣大哥大、遠傳電信、亞太電信以及台灣之星設備損失約為176萬3千元，並造成1,248戶市話中斷及143處行動電話基地臺損壞，影響臺南市與高雄共27行政區的部分通訊，多數通訊設備因地震影響而損壞，但大多數設備在隔天修復好。

#### 天然氣
台南市共有9處天然氣管線受損，共有1,304戶曾停氣，其中大台南區天然氣公司用戶有1,304戶、欣南天然氣公司600戶 。仁德區2,156戶減壓供氣。經大臺南區天然氣公司及欣南天然氣公司派員檢測及搶修後，除了255戶因房屋損毀且住民表示不願維修，而不再進行復氣工作，其他用戶皆已正常供氣。

### 產業

#### 農林漁牧
根據農委會統計資料，農業損失計1億7,072萬3,000元，其中農產損失20萬7,000元、畜產損失543萬1,000元、農田與農業設施損失4萬9,000元、畜禽設施損失1億6,424萬6,000元、兩家魚市場新營漁市場及安平漁市場，共計損失79萬元。上述統計以畜禽設施災損最大，如以縣市災情統計分析，臺南市損失最多，金額為1億1千7百萬元，且主要災損集中在蛋雞場，第二多的是嘉義縣，共損失4千7百萬元。

#### 南部科學工業園區
南部科學工業園區內數家廠商受地震影響停機檢修，媒體三立與聯合報預估損失將近百億新臺幣。台積電官方估計，對整體的出貨量影響約1%。

### 校園災損與傷亡學生
根據教育部統計，全國共有481所學校受災，災損金額估算已達2.73億元。校舍損失以台南市186校最多，其次是高雄市95校、嘉義縣33校。損失金額台南市災損1億395萬餘元最多，其次是高雄市災損1,714萬餘元、台中市1,271萬餘元。至2月13日下午，計有39名學生罹難，以及29學生受傷。教育部校園安全中心在地震發生當天即清查全台受到地震影響的校舍受損情形，初步估計有289校有硬體受損的情形，多數為窗戶、天花板與磁磚的掉落破損。校舍受損較嚴重者多在台南市，包括新豐高中與成功大學等。除了校舍之外，國立的社教機構也有一併清查。除高雄國立科學工藝博物館有輕鋼架掉落，其他國立社教機構並無傳出災情。學生傷亡方面，教育部已啟動相關後續的輔導與關懷機制。
| 學校           | 罹難人數 | 學校           | 罹難人數 |
| -------------- | -------- | -------------- | -------- |
| 崑山國小       | 10       | 大灣高中       | 1        |
| 崑山科技大學   | 5        | 建興國中       | 1        |
| 大灣高中國中部 | 4        | 廣福國小       | 1        |
| 愛幼幼兒園     | 2        | 新北市秀朗國小 | 1        |
| 慈幼工商       | 2        | 安坑國小       | 1        |
| 大灣國小       | 2        | 西勢國小       | 1        |
| 真理大學       | 1        | 南安國小附幼   | 1        |
| 長榮大學       | 1        | 愛家幼兒園     | 1        |
| 嘉義大學       | 1        | 育智幼兒園     | 1        |
| 長榮女中       | 1        | 優學幼兒園     | 1        |

## 後續處理

### 政府

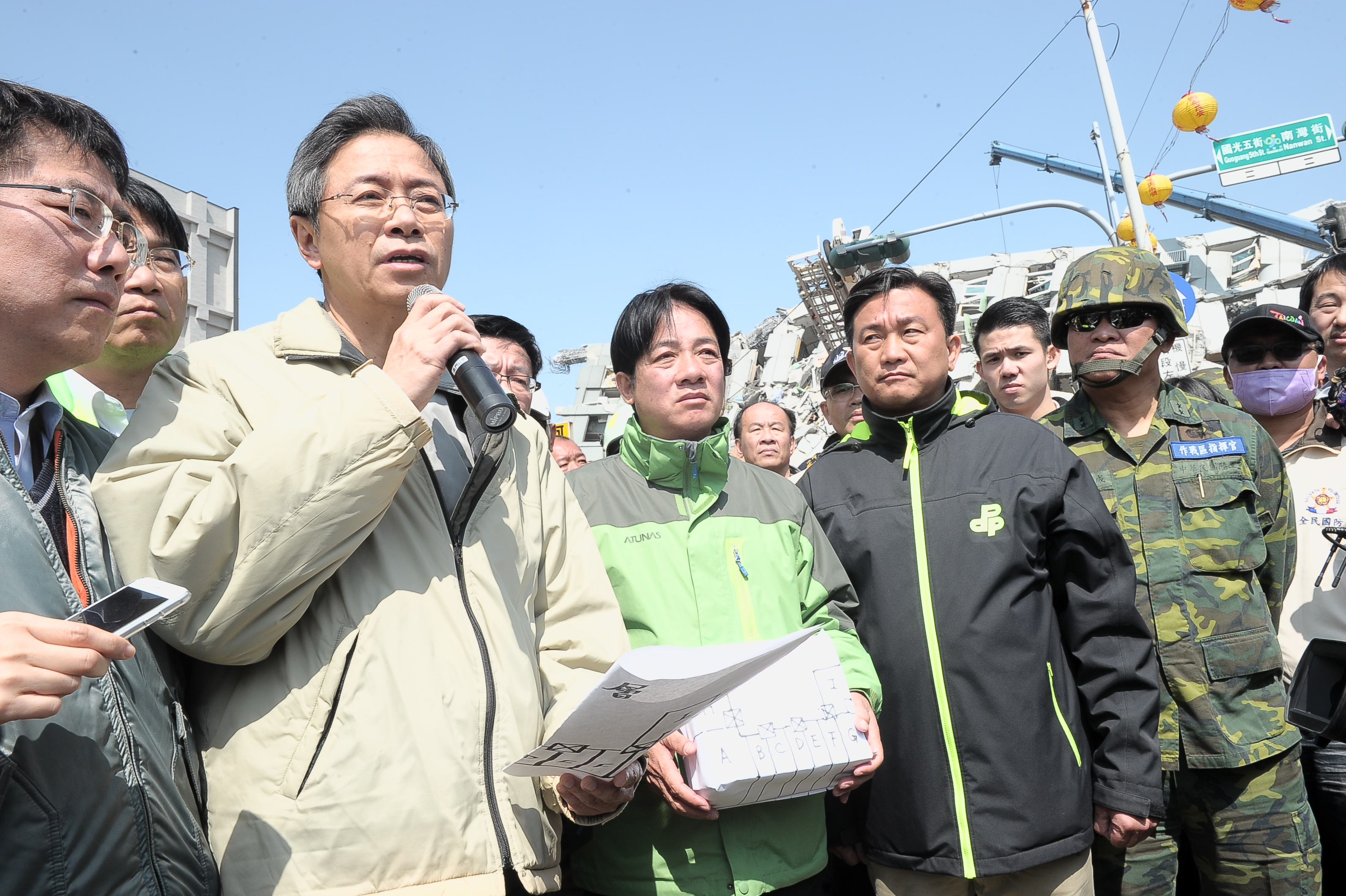
官員視察救災現場，圖為時任立法委員黃偉哲（左一）、時任行政院院長張善政（左二）、時任臺南市市長賴清德（中央）及陸軍第八軍團指揮部指揮官季連成中將（右一）

地震發生後，臺南市政府災害應變中心於當天4點30分開設，臺南市市長賴清德隨後於4點57分時至倒塌大樓前線指揮所坐鎮調度救災。新竹市市長林智堅和中華民國總統馬英九於早上6點動員特搜人員、搜救犬、救災車5部、生命探測器、水泥破壞器、空間支撐器等到台南，並與中央災害應變中心聯繫相關救災需求，全力支援台南市震災人命搜救行動，共救出2人與12具屍體。新北市市長朱立倫派先遣小組4人前往災區蒐集資訊，並與中央災害應變中心聯繫相關救災需求，全力支援台南市震災人命搜救行動。動員特搜人員104人、搜救犬7隻、救災車5部、後勤車10部及遊覽車1部前往臺南災區支援，並呼籲社會各界伸出援手。
隨後早上9點半時，總統馬英九和行政院院長張善政搭乘空軍一號專機半抵達台南市災害應變中心視察地震災情，而後台南地方政府對中央的援助需求，多由張善政與賴清德窗口處理。高雄市市長陳菊原定2月5日晚間11時搭機赴紐西蘭度年假一周，隔天早上9時許在澳洲班機中停等待續飛紐西蘭時得知發生地震，即致電臺南市長賴清德，表達高雄市政府會協助救災。同時要求市府彙整高市災損、巡檢石化管線及捷運輕軌安全並支援臺南救災，隨即轉搭班機返國。另外，台中市市長林佳龍和彰化縣縣長魏明谷分別指示臺中市政府消防局、彰化縣消防局第五大隊前往台南市永康區維冠大樓的A棟及H棟救援，由副大隊長粘國泰帶隊前往支援，中國醫藥大學附設醫院鍾侑庭醫生也隨行。行政院長張善政宣布2月15日全國為台南市傷患者降半旗，表達最深層的致意。在感恩會時，參與的搜救團體代表共271人皆接受張善政與賴清德頒贈的感謝狀。
2017年，台南市政府文化局出版一套兩冊《揮別傷痛、迎向重生，○二○六台南大地震全紀錄》。

### 法律追責
維冠金龍大樓建商維冠建設於1995年建案竣工後破產倒閉，在2014年內政部撤銷營業登記，全公司營業體已解散。在2月12日，台南地檢署已經查出當初的2位建築師張魁寶、鄭進貴與建商老闆林明輝，並將他們同時收押。大部分的人認為建商偷工減料是導致大樓坍塌原因之一。
4月7日，台南地檢署偵結，依業務過失致死起訴建商林明輝、建築師張魁寶、鄭進貴、維冠設計部經理洪先汗及結構技師鄭東旭。檢察官認為維冠金龍大樓並非由簽證建築師張魁寶設計，而是違法借牌給鄭進貴申請建照，且此大樓並沒有依照結構計算書結論繪製鋼筋施工圖，對於「維冠金龍大樓」整體建物結構安全造成嚴重影響。
2016年11月25日，臺灣臺南地方法院宣判，涉案等5人依業務上之過失致人於死罪，皆判刑5年有期徒刑，併科罰金新臺幣九萬元。
2017年7月28日，臺灣高等法院臺南分院宣判，涉案等5人依舊依業務上之過失致人於死罪，皆判刑5年有期徒刑，併科罰金新臺幣九萬元。
2019年2月21日，臺灣最高法院宣判，上訴駁回，全案定讞。
至於公務員追責部分，地檢署表示，維冠金龍大樓1994年11月11日核發使用執照算起到地震後，已超過10年追溯期，且當時是僅是書面審查，無法查出是否有偷工減料，難以歸責。

### 假扣押

#### 建商
在地檢署收押維冠老闆與其建築師後，台南市政府向法院聲請假扣押。林明輝、張魁寶、鄭進貴等三人共計新台幣3,000萬元，凍結名下不動產變更，在調查時同時發現林明輝名下至少有30筆土地且發現結構設計圖是由無照的建築師助理繪製。建商林明輝一手操縱變更設計，達到偷工減料目的。2月13日，法院裁定准許林明輝等人財產在3,000萬元範圍內假扣押。

#### 民眾
在民眾的部份，根據法律程序，如果債權人提出對債務人財產假扣押，必須提供扣押金額{\displaystyle {\frac {1}{3}}}到{\displaystyle {\frac {1}{10}}}擔保。但為了公益考量，法院裁定每位災民只需提供10萬元擔保，總計為50萬元。而這50萬元由台南市政府代墊，災民不需繳擔保金即可執行扣押，但政府沒在第一時間完成假扣押的行政程序，所幸銀行主管機警，憑著拖延戰術，才沒有讓鄭進貴的妻子領走屬於災民的賠償金。事後政府法制處長蕭博仁坦承確實有疏失，表示「同仁敏感度不夠」。在3月26日，這些受災戶自行組成委員會向媒體反映住戶心聲，但是台南市政府發布澄清稿，拿代表發聲的善款監督委員李肅椊、劉怡辰兩人並在官網公布他們的「領錢明細」，涉及個資引發爭議。

### 銀行
在南台灣大地震中倒塌，左右兩邊各一戶的民宅也受損。事後，當地區長居間協調，民宅先被拆了，以利大樓拆除。但原本面對京城銀行在左手邊的張家，不只抱怨，當時沒經過家人全同意，房子就被拆了，還說銀行方面承諾的50萬元補償費，根本沒看到。在此，臺南市政府已經做出澄清說明。

### 紅十字會
- 中華民國紅十字會總會在3月26日於台南市永康區崑山國小首次發放慰問金，共有97案、188人受益，總金額達1,900多萬。不少維冠大樓受災戶前往現場領取。會長王清峰表示，首梯案件審核完成後則進行發放作業，可分為罹難者家屬慰問、傷者慰問、傷者照護、截肢重建、急難生活補助金、遷居補助及家用品補助等[127]。
- 中國大陸海協會透過电话与台湾海基會保持聯繫了解地震災情[128]，並提出如有需要願意提供救災協助，並向台灣捐款人民幣500萬元（約新台幣2,500萬元）協助災後重建[129]。
- 中国红十字会會長陈竺也向台灣發出慰問電同時該總會也提供200萬人民幣緊急救災款，並做好救災物資和救援隊伍的相關準備[130]。
- 美國國際開發署準備向台灣紅十字會捐贈50萬美元，向受到地震影響的家庭提供協助[131][132]。美國政府也派員赴災區現場探視、慰問[133]，並確保捐款得以儘速送抵最需要者[132][134]。
- 日本內閣官房長官菅義偉也於2月8日宣布日本紅十字會向臺南市政府捐贈100萬美元（約新臺幣3,300萬餘元），供後續災難救援及災建工作使用[132][135][136]。
- 韓國透過紅十字會捐贈10萬美元，以利臺南市政府進行災難救援及災後重建工作[137]。

### 民主進步黨
民主進步黨主席、總統當選人蔡英文於2月6日清晨啟動民進黨線上災情回報，透過縣市聯合治理平台掌握災情。上午8時半，蔡英文與副總統當選人陳建仁至民進黨中央黨部召開緊急災害應變會議，並指派秘書長吳釗燮儘速赴臺南了解災情並協調臺南市政府救災救護系統全力搶救，委請黨籍縣市首長投入協助。同時要求各地方黨部即刻投入協助募集救援物資並取消原定的行程，已於2月8日赴臺南市奇美醫院探訪震災傷患。2月12日去福安宮拜拜時除了感謝福安宮這次捐款1,000萬元外，同時她也強調在台灣有困難的地方，所有人都幫他們祈福。對此，民進黨發言人王閔生承諾將為人民的食品安全做好把關工作。

### 其他學者、名人
這次震災於台南的嚴重倒塌災情，讓許多學者專家或研究機構紛紛提出可能的原因與未來預防的方式。前內政部長李鴻源指出可能是土壤液化的問題，導致雖然震央在美濃，但倒塌卻多在台南；國家地震工程研究中心的研究員柴駿甫則指出因為台南土地鬆軟，導致地震的搖晃程度被當地的地形特質給加強，發生了場址效應；氣象局地震測報中心課長林祖慰推測指出可能美濃到台南有之前未發現的盲斷層；建築物的施工品質有問題也是嚴重倒塌發生的原因，對此台南市長賴清德指出在搶救的同時已經開始進行蒐證以便未來對建商公司求償。國家防災中心專家表示，如果這次南台灣地震條件在台北，在軟土層及盆地效應下，恐造成更大災情。

### 宗教團體
此次地震造成了117人死亡，為安撫往生者亡靈，超渡其至西方極樂世界淨土，並慰助地方民眾心靈，由臺南聖恩佛祖會等36間宮廟及72間企業團體於臺南市永康區永大路二段與公園路口發起舉行「府城-圓融護國息災福拔度大法會」，希望藉由宗教及各大尊神力量，祈求社會國家圓融和諧，並迴向台灣經濟繁榮、人民安樂，遠離災害苦難。該法會期間為2016年3月14日至3月25日，為期12天。前7天為佛、密科儀，後5天為道教科儀，希望超荐地震往生者到西方極樂世界，離苦得樂，為受災戶洗滌心靈，給社會安定力量。而台南市市長賴清德認為，法會最好不要重複舉辦，以免讓大眾人心恐慌。

### 捐款
在台灣不只有部分企業捐款，而且民眾也可以到7-11、全家等超商自行決定捐款。其中在台灣企業裡，以鴻海董事長郭銘捐款2億元為最多，但他捐給賑災基金會，因此未計算在台南市府捐款名冊內。在中華職棒方面，他們也宣布2016年中華職棒官方舉辦的中職27年熱身賽前3天，比賽的門票收入盈餘將全數捐出。通訊軟體LINE在此地震發生後，旗下LINE Pay推出貼圖方式來捐款。此次地震之捐款總額高達約新台幣42億7347萬3445元，其捐款筆數多達43萬筆。社會局長劉淑惠表示，以平信寄發收據，光郵資每一封5元，總費用就得高達200多萬元，這部分也將全數以市府公務預算支付。

## 國際反應
美濃地震發生後，南部災情陸續傳出。中華民國外交部在2月7日發布新聞稿指出：截至2月7日上午，計有2個國際組織及15個國家，以聲明稿、電話、電子郵件、簡訊或社群網站表示慰問，並後續向台灣提供人員、物資及金錢援助，協助台灣救災。

### 政府機構
| 政府           | 身分                                 | 人物             | 意見與幫助 |
| -------------- | ------------------------------------ | ---------------- | --- |
| 日本           | 日本內閣總理大臣（首相）             | 安倍晉三         | 致電給馬英九總統表達日本政府的慰問之意 |
| 日本           | 日本外務大臣                         | 岸田文雄         | 透過日本交流協會向外交部長林永樂表達關懷 |
| 日本           | 外務省緊急人道支援課事務官           | 大日方牧人       | 於2月7日赴台南維冠大樓現場協助搜救 |
| 日本           | 警察廳秘書處國際課副課長             | 山下桂一         | 於2月7日赴台南維冠大樓現場協助搜救 |
| 日本           | 東京消防廳警防部特殊災害課長         | 平本隆司         | 於2月7日赴台南維冠大樓現場協助搜救 |
| 日本           | 海上保安廳警備救難部救難課専門官     | 稻葉健人         | 於2月7日赴台南維冠大樓現場協助搜救 |
| 日本           | 國際緊急援助隊事務局緊急援助第二課長 | 山根誠           | 於2月7日赴台南維冠大樓現場協助搜救 |
| 美国           | 美國國務院發言人                     | 約翰·柯比        | 發表聲明代表美國人誠摯的心意與所有受影響與台灣民眾感同身受 |
| 美国           | 美國在台協會處長                     | 梅健華           | 向所有受震災影響的朋友傳達美方關懷，表示美國已準備好合作並提供所需的協助與支援 |
| 美国           | 國務院亞太助理國務卿                 | 丹尼爾·羅素      | 於2月10日代表美國政府向台灣民眾致上深切致意表示關懷。 |
| 美国           | 聯邦參議員                           | 泰德·克魯茲      | 致電駐洛杉磯臺北經濟文化辦事處夏季昌處長表達關懷，若臺灣有需要，即派搜救隊來臺協助 |
| 美国           | 眾議院外交委員會主席                 | 埃德·羅伊斯      | 致電駐洛杉磯臺北經濟文化辦事處夏季昌處長表達關懷，若臺灣有需要，即派搜救隊來臺協助 |
| 美国           | 洛杉磯市市長                         | 艾瑞克·嘎塞提    | 致電駐洛杉磯臺北經濟文化辦事處夏季昌處長表達關懷，若臺灣有需要，即派搜救隊來臺協助 |
| 大韓民國       | 駐臺北韓國代表部代表                 | 趙百相           | 致函臺南市長賴清德表達之意。韓國政府派出1365中央救助隊的安管委員金成基、韓國國際救助隊中央救助教練白昌祝及韓國災害急救單位理事長陸光男攜帶生命探測儀、音波監控及切割、攜帶型攝影等設備自費來台參與搜救 |
| 俄羅斯         | 俄罗斯联邦紧急情况部部长             | 普奇科夫         | 致电中华人民共和国民政部部长李立国，对“该国台湾地区”的毁灭性地震表示同情，建议提供援助，表示该部“愿意援助中国消除台湾发生的毁灭性地震的后果”。                                                         |
| 欧盟           | 歐盟對外事務部發言人                 | 梅蒂·布里芬      | 在2月8日代表歐盟向美濃地震災民表達關懷，若台灣需要，歐盟民事保護機制立刻會啟動。 |
| 欧盟           | 歐盟委員會發言人                     | Mina             | 歐盟駐臺北的經濟和貿易代表處和歐盟應急協調中心都在密切關注並準備提供援助。 |
| 菲律賓         | 菲律賓眾議院議長                     | 貝爾蒙特         | 在菲國眾議院休會期間親自提案，表達對強震表達慰問之意。並指出十分感謝臺灣於2013年颱風海燕肆虐菲律賓時率先伸出援手，爰本著相同之人道精神，對南部強震中痛失之寶貴生命申致沉痛哀悼之意。                   |
| 菲律賓         | 菲律賓天主教馬尼拉大主教教區秘書長   | 伊格納秀         | 代表其教區對本次強震表達慰問哀悼之意 |
| 菲律賓         | 副總統                               | 傑約馬爾·比奈    | 分別表示慰問 |
| 菲律賓         | 參議員                               | 柏吾             | 分別表示慰問 |
| 菲律賓         | 达沃市市長                           | 杜特蒂           | 分別表示慰問 |
| 新加坡         | 總理                                 | 李顯龍           | 均於第一時間於社群網站上表達哀悼與慰問，表示願意支援救災行動，新加坡民防部隊災區搜救隊已隨時待命。 |
| 新加坡         | 內政部長兼律政部長                   | 尚穆根           | 均於第一時間於社群網站上表達哀悼與慰問，表示願意支援救災行動，新加坡民防部隊災區搜救隊已隨時待命。 |
| 新加坡         | 外交部長                             | 維文             | 均於第一時間於社群網站上表達哀悼與慰問，表示願意支援救災行動，新加坡民防部隊災區搜救隊已隨時待命。 |
| 联合国         | 联合国秘书處发言人                   | 杜加里克         | 在2月9日舉行的記者會上表示，秘書長潘基文对“中国台湾省”发生的地震表示關切並對所有受地震影響的人表示同情，聯合國人道事務協調廳已經與“台湾省相关当局”取得了聯繫，但“台湾省”並沒有提出國際援助的請求       |
| 梵蒂冈         | 羅馬教廷教宗                         | 方濟各           | 表達對罹難者的關注之意，並慰問救難人員及政府相關機關，以及為受到震災影響的人們祈福，並透過教廷「一心委員會」捐贈5萬美元予臺灣主教團，以協助賑災並藉以表示教宗聖座對地震災民的遭遇感同身受              |
| 中华人民共和国 | 中国共产党中央委员会总书记           | 习近平           | 對不幸遇難的災民表示慰問，並指出願意提供各方面的援助 |
| 中华人民共和国 | 中华人民共和国国务院总理             | 李克强           | 在「中共中央及國務院春節團拜會」上发言时向台湾表示慰问 |
| 中华人民共和国 | 國務院台灣事務辦公室主任             | 张志军           | 通过两岸热线与台湾陆委会主委夏立言通话，再次转达习近平总书记向在地震中向遇难者亲属以及受伤受災戶的慰问。                                                                                               |
| 中华人民共和国 | 國台辦發言人                         | 馬曉光           | 對不幸遇難的災民表示慰問，並指出願意提供各方面的援助 |
| 香港           | 行政長官                             | 梁振英           | 對在台灣南部地區發生地震災情表示關注，並祈願受傷人士盡快康復。特區政府密切留意身在台灣的香港居民情況，有需要時會盡量提供一切可行協助。                                                                 |
| 澳門           | 行政長官                             | 崔世安           | 對於發生此次地震表示透過在台灣澳門經濟文化辦事處轉達慰問和關心。如有需要，也能及時提供力所能及的支援。特區政府會密切留意事態發展，為在當地有需要的澳門居民提供協助。                                   |
| 藏人行政中央   | 精神領袖                             | 第十四世達賴喇嘛 | 表達關切，除致慰問函予中華民國政府外，亦捐贈5萬美元供賑災使用，同時也指示各寺院及弘法中心舉行消災祈福法會。                                                                                            |

### 民間
日本人在雅虎日本等網路或於秋葉原街頭舉著「台灣加油」看板募款，並至2月10日總捐款數已突破1億日圓。在東日本大震災中曾受臺灣支援的宮城縣本吉郡南三陸町、仙台市也設置了募捐箱，以報答當年臺南曾給予他們的援助，同時全家便利商店在日本全國共一萬多家分店也發起賑災募款活動。日本網友聽到台灣發生此事後說要回報在2011年發生311大地震時的感恩來捐助台灣以解決重建經費的問題並集資日幣40萬元（約新臺幣11萬元）緊急支援金捐給消防局義消通訊中隊及寮睦鄰救援隊，已在3月28日透過台灣總工會將善款捐贈給台南市勞工志願服務協會，希望發揮人溺己溺的精神早日恢復正常的生活。在此次地震後隔約一個月，剛好也是日本311地震的5週年紀念日，隨後日本的「追悼感恩會」在台北國賓飯店舉行時，也將這兩個地震作為台日關係的關鍵之一。除了捐款和追悼，日本的全國災害救助犬協會也派出三名人員和三隻救難犬自成田機場赴臺灣救災。
藝人黄晓明、Angelababy夫婦聽到此事後也捐出506萬新台幣。浙江省的民間公益救援組織公羊會自行組織赴台南救援。中國最大的基督教慈善机构爱德基金会主任高绮君6日到达台湾，與這些協會一起在台南災區勘察實地情況，希望能提供實質的協助。
日本著名「市民跑者」川內優輝得悉此事後，宣佈婉拒高價出場費的中國賽事，來台出戰3月20日的新北市萬金石馬拉松（為現時全台唯一獲國際田聯認證的馬拉松賽事），並為地震災民打氣。日本琦玉縣政府也響應川內優輝之舉，募捐130萬日圓（約新台幣38.6萬元），捐贈予南台地震賑災之用。
臉書創辦人兼執行長也在Facebook上發表文章表示關心。

## 影響

### 政策
此次地震中，部分房屋因土壤液化而傾斜，行政院長張善政決定公布各縣市的土壤液化潛勢區域。台南市長賴清德則強調，約41億的善款運用目的在協助住戶重建生活需求，並非填補財產損失，補助標準無法齊頭式平等；永康區議員林宜瑾、李坤煌與林燕祝希望放寬維冠受災戶300萬最高補助上限，因為有的受災戶不只一間房子，對他們不盡公平；台南市議長李全教也表示，接獲許多民眾陳情反映，尚有1,000多棟民房未列入補助範圍，並於3月17日開會時強調死亡者和傷殘者最多應加發金額分別至300萬元和150萬元，其預算約需6億元，其餘善款依1999年集集大地震經驗，全數應用於災後重建，不能做其他使用。

### 法律
受到此次高雄美濃地震後，營建署擬定將建築檢測修法。
內政部也決定將參考日本在阪神地震後所訂「中間檢查制度」，修正建築法，強制規定新建築施工時須請第三方公正單位到場勘驗，確保安全無虞，若未勘驗就無法取得建築使用執照。而立法院於3月25日三讀通過「災害防救法部分條文修正案」，土壤液化首度列入災害項目。

### 保險
維冠大樓倒塌案中，有三分之一的罹難者是未滿12歲孩童，依據《保險法》，壽險業不能給付身故保險金「只能加計利息退還保險費」，親民黨立委陳怡潔認為孩童無法獲得保障，將提案增列但書「被保險人滿15歲前因遭遇天災死亡，保險公司仍應支付死亡給付。」。金管會表示，限制未滿15歲未成年人所投保人壽保險，只能在年滿15歲才能獲得死亡給付，未滿15歲前身故，只能獲得加計利息退還所繳保險費。王儷玲則表達金管會立場，不認同開放未成年小孩投保壽險，但是如果在天災定義非常清楚情況下，同意修法放寬讓投保人拿到喪葬給付費用，但這如何修法的問題卻是爭議不斷。台大法律系教授劉宗榮認為，除非是團體保險，或理賠金額不超過基本的喪葬費，才不會有道德風險的問題。

## 註解
1. ↑  117名罹難者當中，其中115人皆住在永康區的維冠金龍大樓。
2. ↑  混凝土握力不足、箍筋彎度不夠的說法目前尚未被專家確認，暫時推測。
3. ↑  以天文觀測館圓頂傾斜滑落最為顯著，估計光是天文觀測館建築本體的相關修復費用就約800萬元。
4. ↑  鐵路在當時處理方式是沿途停靠彰化站，全車自由座，6車除外，臺中自11:30起每小時30分出發往雲林，雲林自12:00起每小時準點出發往台中，並於雲林站增派客運巴士，將南下旅客轉乘接駁至臺鐵嘉義站、臺鐵臺南站以及高鐵左營站，最新營運狀態持續更新在該企業網站。
5. ↑  新豐高中該校園後方圍牆於大地震後倒塌。
6. ↑  實際總募款金額約41億元中，有包含這2億元。
7. ↑  中職27年亦稱作2016年中華職棒。在3月8日至3月10日，共4場比賽的門票預計將全數捐出。
8. ↑  2個國際組織：歐盟、聯合國人道事務協調廳
9. ↑  15個國家：美國、日本、南韓、新加坡、以色列、土耳其、越南、法國、瓜地馬拉、洪都阿斯、尼加拉瓜、巴拿馬、巴拉圭、智利、巴西
10. ↑  韓國中央119救助隊（朝鲜语：중앙119구조본부）曾於921大地震時派員協助，並在部份倒塌的公寓救出數名生還者。

## 外部連結
- . 中華民國: 中央災害應變中心. （原始内容存档于2016-02-08）.（中文）（英文）
- . 中華民國: 臺南市政府.   [2016-02-06]. （原始内容存档于2016-02-19）.（中文）
- . Yahoo!奇摩. （原始内容存档于2016-02-16）.（中文）